# Torneo di Wimbledon 1887 - Singolare femminile
Lottie Dod ha vinto il torneo preliminare e successivamente nel Challenge Round ha sconfitto la detentrice del titolo Blanche Bingley per 6-2, 6-0.
La vincitrice, con un'età di quindici anni, ha stabilito un record di precocità nella storia del tennis, è stata infatti la più giovane vincitrice di un torneo dello Slam in singolare sia tra gli uomini che le donne.

## Tabellone

### Legenda
| - Q = Qualificato - WC = Wild card - LL = Lucky loser | - ALT = Alternate - SE = Special Exempt - PR = Protected Ranking | - w/o = Walkover - r = Ritirato - d = Squalificato |

### Challenge Round
|  | Finale          |                 |                 |   |   |  |
|  |                 |                 |                 |   |   |  |
|  | Lottie Dod      | Lottie Dod      | Lottie Dod      | 6 | 6 |  |
|  | Blanche Bingley | Blanche Bingley | Blanche Bingley | 2 | 0 |  |

### Fase preliminare
|  | Quarti       | Quarti       | Quarti       | Quarti | Quarti |  |  | Semifinali    | Semifinali    | Semifinali    | Semifinali | Semifinali |   |   | Finale        | Finale        | Finale        | Finale | Finale |  |
|  |              |              |              |        |        |  |  |               |               |               |            |            |   |   |               |               |               |        |        |  |
|  |              |              |              |        |        |  |  |               |               |               |            |            |   |   |               |               |               |        |        |  |
|  |              |              |              |        |        |  |  | Charlotte Dod | Charlotte Dod | Charlotte Dod | 6          | 6          |   |   |               |               |               |        |        |  |
|  | B James      | B James      | B James      | 8      | 6      |  |  | B James       | B James       | B James       | 1          | 1          |   |   |               |               |               |        |        |  |
|  | Maud Shackle | Maud Shackle | Maud Shackle | 6      | 2      |  |  |               |               |               |            |            |   |   | Charlotte Dod | Charlotte Dod | Charlotte Dod | 6      | 6      |  |
|  |              |              |              |        |        |  |  |               |               | Edith Cole    | Edith Cole | Edith Cole | 2 | 3 |               |               |               |        |        |  |
|  |              |              |              |        |        |  |  | Edith Cole    | Edith Cole    | Edith Cole    | 6          | 6          |   |   |               |               |               |        |        |  |
|  |              |              |              |        |        |  |  | J Shackle     | J Shackle     | J Shackle     | 4          | 1          |   |   |               |               |               |        |        |  |
|  |              |              |              |        |        |  |  |               |               |               |            |            |   |   |               |               |               |        |        |  |